# Bulisa (district)
Bulisa is een district in het westen van Oeganda. Het administratief centrum ligt in de gelijknamige stad Bulisa. Bulisa telde in 2014 113.161 inwoners en in 2020 naar schatting 149.300 inwoners. Meer dan 93% van de bevolking woont op het platteland. Het district ligt op de oostelijke oever van het Albertmeer.
Het district werd opgericht in 2006 door afsplitsing van het district Masindi. Het grens aan de Oegandese districten Nebbi, Nwoya, Masindi en Hoima en over het Albertmeer ook aan Congo-Kinshasa.